# Морски бекас
Морският бекас (Macroramphosus scolopax) е вид морска игла от семейство Macroramphosidae. Видът не е застрашен от изчезване.

## Разпространение и местообитание
Разпространен е в Австралия (Виктория, Западна Австралия, Куинсланд, Нов Южен Уелс, Тасмания и Южна Австралия), Американска Самоа, Ангола (Кабинда), Аржентина, Бразилия, Великобритания, Гвинея-Бисау, Гърция, Дания, Доминиканска република, Испания, Италия, Кабо Верде, Канада (Нова Скотия), Куба, Мавритания, Малта, Намибия, Нова Зеландия, Норвегия, Португалия (Азорски острови и Мадейра), Провинции в КНР, Пуерто Рико, Самоа, САЩ, Северна Корея, Словения, Тайван, Франция, Швеция, Южна Африка, Южна Корея и Япония (Хоншу).
Обитава крайбрежията и пясъчните дъна на морета в райони с умерен и субтропичен климат. Среща се на дълбочина от 25 до 2670 m, при температура на водата от 3,1 до 26,8 °C и соленост 33,8 — 38,8 ‰.

## Описание
На дължина достигат до 20 cm.